# Musée Dobrolioubov
Le musée Dobrolioubov (Музей Н. А. Добролюбова) est le seul musée au monde consacré à l'homme de lettres et critique littéraire russe Nikolaï Dobrolioubov (1836-1861). Il se ïtrouve à Nijni Novgorod en Russie, aux numéros 2 et 2a quai de la digue de Lykov (Lykovaïa damba)

## Description et histoire
Le musée est disposé dans deux bâtiments qui constituaient l'hôtel particulier de la famille Dobrolioubov construit en 1838 selon les plans de l'architecte bien connu Georg Kiesewetter. Il est inscrit à la liste des monuments historiques et culturels de la fédération de Russie. La famille Dobrolioubov vivait dans l'ancien bâtiment de côté, vaste demeure d'un étage où le futur écrivain passa son enfance et sa jeunesse, avant de vivre à Saint-Pétersbourg où il mourut de tuberculose, à l'âge de vingt-cinq ans.
Une exposition permanente lui est consacrée comportant des biens mémoriels.
La grande bâtisse voisine de deux étages, qui fait figure de maison de maîtres, étaient en fait louée en appartements à des locataires. Aujourd'hui, le musée y organise des expositions.
La maison-musée a été ouverte au public le 13 septembre 1971 pour le 750e anniversaire de la ville de Nijni Novgorod. L'historien local Serafim Andreïevitch Orlov (1910-1980), docteur ès lettres, a été à l'initiative de ce projet.

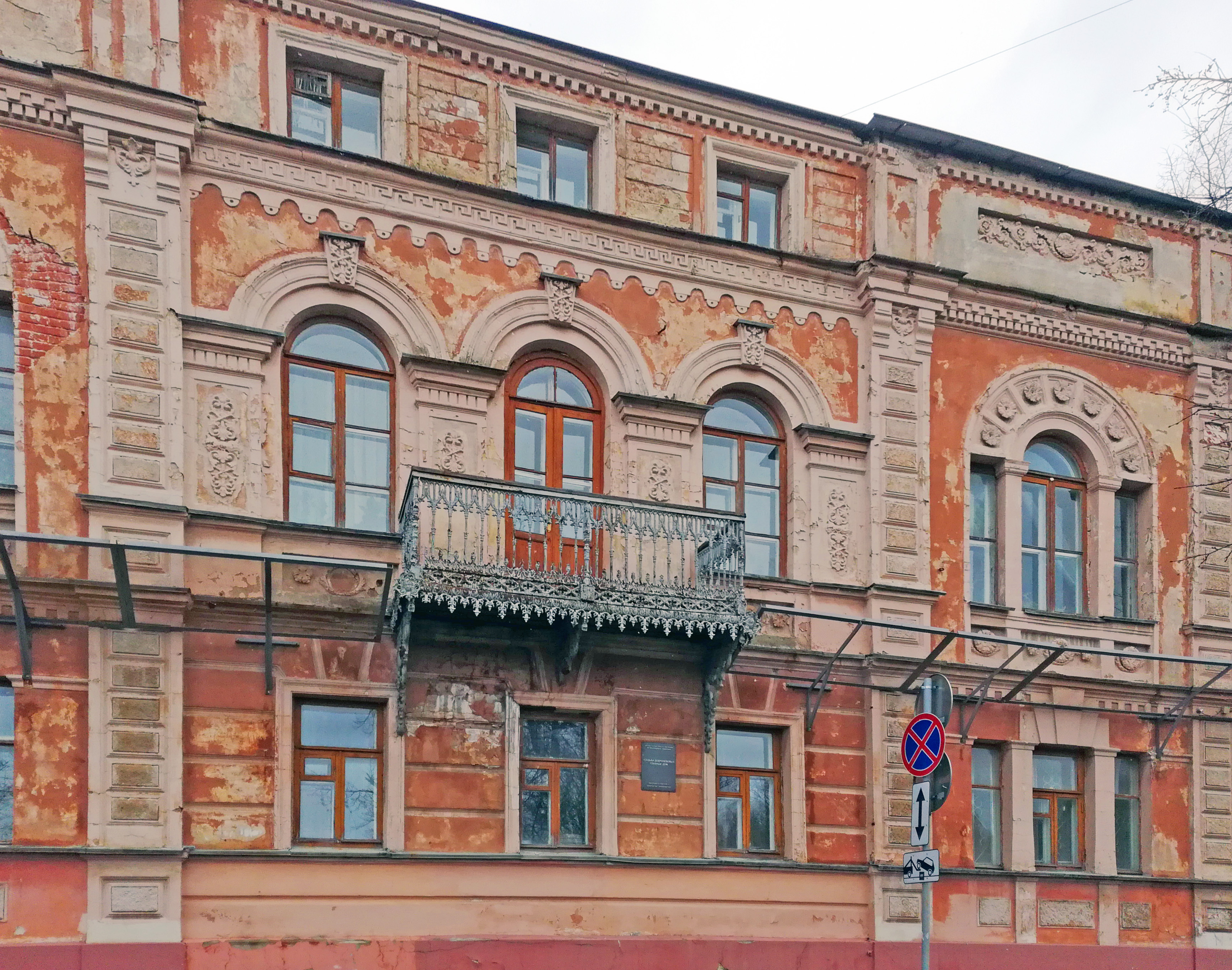
Façade de la maison de rapport des Dobrolioubov.
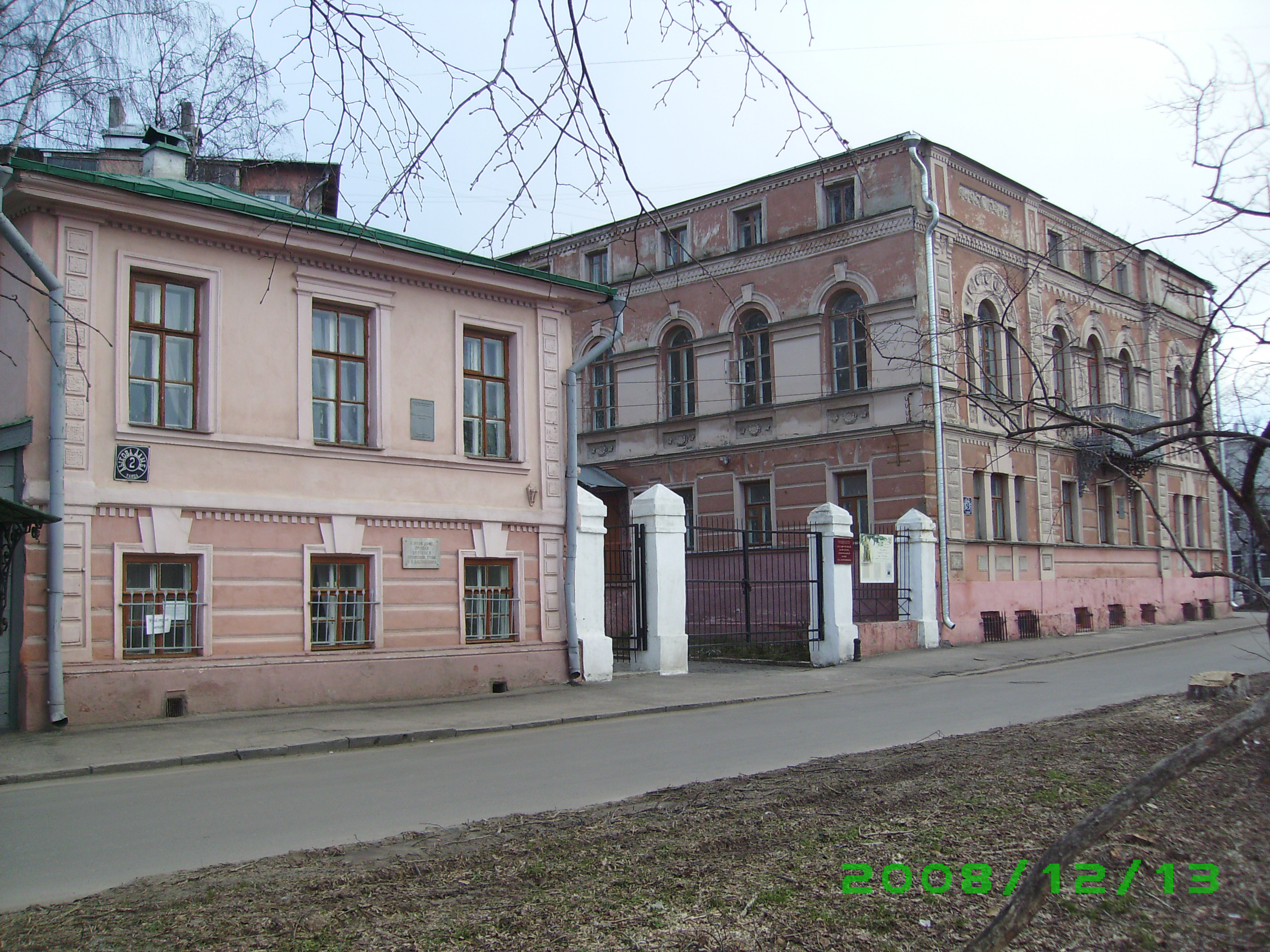
Vue de la rue, à gauche la maison où vivaient les Dobrolioubov.
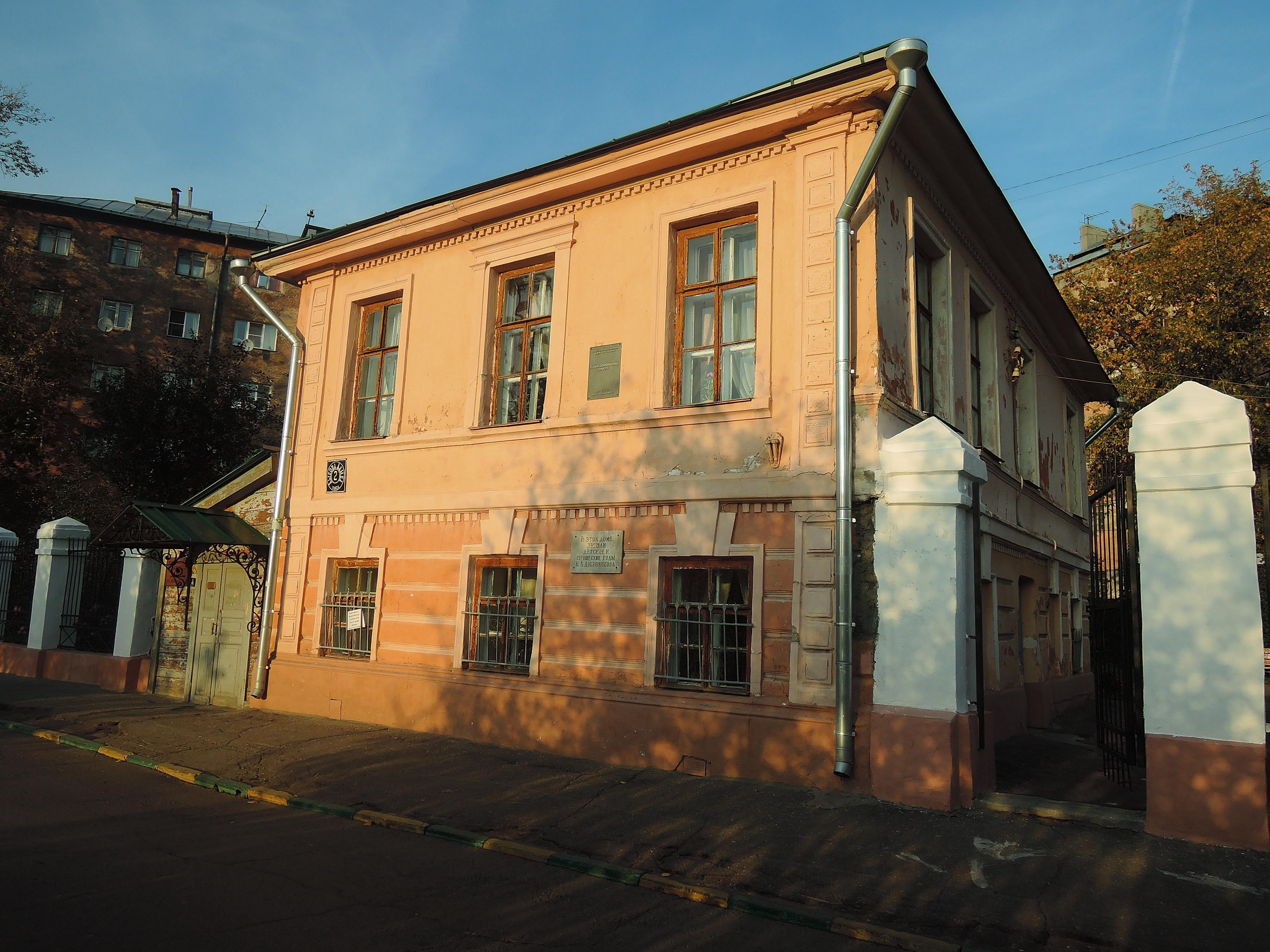
Maison de côté où naquit Nikolaï Dobrolioubov et où il vécut jusqu'en 1853.